# Beate Hanspach

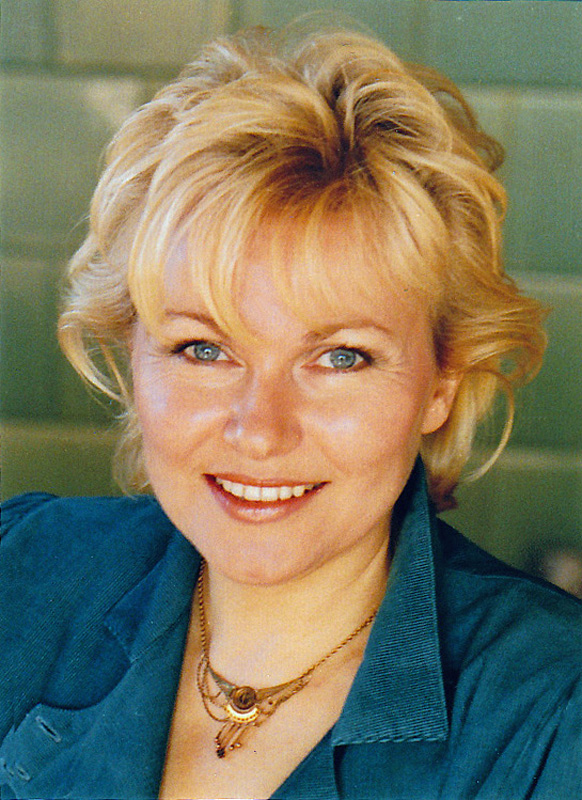
Beate Hanspach (1992)

Beate Hanspach, verheiratete Beate Peters-Hanspach (* 2. Oktober 1937 in Leipzig), ist eine deutsche Dramaturgin.

## Leben
Beate Hanspach besuchte von 1951 bis 1955 die Humboldtoberschule in Leipzig. Hier, wie auch schon in der Grundschule, wirkte sie begeistert in der Laienspielgruppe mit. Nach dem Abitur studierte sie Dramaturgie an der Deutschen Hochschule für Filmkunst in Potsdam-Babelsberg. Nach ihrem Studium begann sie 1959 als Dramaturgie- und Regieassistentin für Fernsehspiele im Abendprogramm des Deutschen Fernsehfunks Berlin-Adlershof.
Anfang der 1960er Jahre nahm sie einige Rollenangebote bei Film und Fernsehen an. In dem erfolgreichen Fernseh-Dreiteiler „Tempel des Satans“ verkörperte sie die Rolle der Susan Taylor.
1964 wechselte Beate Hanspach ins Kinderfernsehen der DDR, wo sie für zahlreiche Filme als Dramaturgin tätig war und dem sie bis zur Auflösung des Deutschen Fernsehfunks Ende 1991 verbunden blieb. Sie führte aber auch Regie und schrieb Drehbücher. Mit dem „Kollektiv der Dramaturgie für Kinder beim Fernsehen der DDR“ erhielt sie 1977 den Nationalpreis der DDR II. Klasse für Kunst und Literatur.
Beate Hanspach gehörte zu den Initiatoren des seit 1979 stattfindenden Deutschen Kinder-Medien-Festivals Goldener Spatz (damals Nationales Festival „Goldener Spatz“ für Kinderfilme der DDR in Kino und Fernsehen). 1981 und 1983 war sie dessen Präsidentin.
Im Internationalen Kinder- und Jugendfilmzentrum CIFEJ (Centre International du Film pour l’Enfance et la Jeunesse), das unter der Schirmherrschaft der UNESCO steht, begann ihre Mitarbeit 1986. In dieser nichtstaatlichen Organisation vertrat sie von 1992 bis 2000 ehrenamtlich das Kinder- und Jugendfilmzentrum der Bundesrepublik Deutschland (KJF Remscheid). Sie arbeitete gelegentlich journalistisch und als freie Autorin. Ihre Erfahrungen gab sie durch Vorlesungen und auf Workshops in Syrien, Norwegen und Indien weiter.
Ihre Liebe zur Arbeit für Kinder kommt auch in dem Kinderbuch Die Räuber gehen baden zum Ausdruck, das sie zusammen mit Fred Rodrian 1977 herausgab.
Beate Hanspach war verheiratet mit dem Kameramann Siegfried Peters († 2003). Seit 2005 lebt sie in Leipzig.

## Filmografie (Auswahl)

### Darstellerin
- 1961: Tempel des Satans (Rolle: Susan Taylor)
- 1962: Die schwarze Galeere (Rolle: Myga)
- 1966: Alfons Zitterbacke (Rolle: Dame am Empfang)
- 1990: Motivsuche

### Dramaturgie
- 1964: Das Mädchen aus dem Dschungel
- 1972: Bach in Arnstadt
- 1974: Heiße Spuren
- 1974: Warum kann ich nicht artig sein
- 1975: Die schwarze Mühle
- 1977: Die zertanzten Schuhe
- 1978: Leise flehen meine Lieder – Franz Schubert
- 1978: Der Meisterdieb
- 1979: Lessing in Leipzig
- 1980: Gevatter Tod
- 1982: Der König und sein Dieb
- 1982: Ein Tag aus Goethes Kindheit
- 1983: Der entführte Prinz
- 1983: Zauber um Zinnober
- 1985: Händel aus Halle
- 1985: Jorinde und Joringel
- 1987: Jan Oppen
- 1989: Rike
- 1991: Der Zwerg im Kopf

### Regie
- 1970: Unsere Klasse, große Klasse

### Drehbuch
- 1973: Der wunderbare Schatz
- 1978: Zwerg Nase
- 1997: Lorenz im Land der Lügner